# Nova Metrópole
Nova Metrópole, também conhecido popularmente como simplesmente Metrópole, é um bairro pertencente ao distrito de Jurema, no munícipio Caucaia, Região Metropolitana de Fortaleza, Ceará, Brasil.
É limitado ao norte pela Avenida Contorno Norte, a leste pela Avenida Contorno Leste e pela Rodovia Raimundo Pessoa de Araújo, a oeste pela Avenida Contorno Oeste e a sul por uma rua sem nome, paralela à Avenida Contorno Oeste. Nele estão compreendidos alguns conjuntos, dentre eles: Metrópole I, Metrópole II e Metrópole V.
Segundo o Censo 2010, a população do bairro Nova Metrópole era de 22.941 habitantes. Sendo 53,87% mulheres e 46,13% homens.

## Histórico
Sua construção se deu entre os anos de 1960 e 1980, financiada pelo extinto Banco Nacional de Habitação (BNH), administrada pela Companhia Habitacional (COHAB) do Estado do Ceará. Juntamente com outras regiões circunvizinhas, foram entregues o Nova Metrópole I e II, com 2.960 unidades domiciliares; Nova metrópole III, com 2.541 unidades domiciliares.